# Sellaronda Skimarathon
La Sellaronda Skimarathon è una competizione di sci alpinismo in notturna nata nel 1995 in Italia, il cui percorso si snoda nelle regioni Trentino Alto-Adige e Veneto, nel cuore delle Dolomiti, lungo i tracciati dei quattro passi alpini che circondano il massiccio del Sella (Pordoi, Sella, Campolongo e Gardena), toccando i territori di tre diverse province (Trento, Bolzano e Belluno) e di quattro vallate ladine (Val di Fassa (Canazei), Alta Badia (Corvara), Livinallongo (Arabba) e Val Gardena (Selva di Val Gardena).

## Descrizione
Ha la peculiarità di variare a rotazione il luogo di partenza tra le quattro valli ladine interessate. È una competizione atipica, in quanto si scosta dalle classiche di scialpinismo, grazie ad un percorso che segue i tracciati delle piste da discesa, senza alcun tipo di passaggio alpinistico o fuoripista, come invece accade in occasione delle gare di scialpinismo tradizionali. 
È una gara a coppie, inserita per la prima volta nel calendario di Coppa del Mondo nella stagione 2009, assoluta novità per il massimo circuito internazionale che mai prima d'ora aveva aperto le porte ad una competizione di questo tipo.
Si corre inoltre di notte, con una luce elettrica frontale, con un continuo saliscendi attraverso i valichi del passo Pordoi, passo Sella, passo Gardena e passo di Campolongo, superando un dislivello totale di oltre 2.700 metri, mettendo e togliendo in continuazione le pelli di foca sotto gli sci, con passaggi nei centri abitati di Canazei, Corvara, Arabba e Selva di Val Gardena, favorevoli al pubblico, che può così seguire da vicino gli sportivi.
Richiede un buon allenamento, capacità di adattamento al tracciato e alle mutevoli condizioni atmosferiche, ma che offre, lungo i suoi 42 km e i 2.700 metri di dislivello, panorami suggestivi oltre al fascino della notturna.
Il record della gara appartiene, al maschile, alle coppie formate da Anton Palzer / Damiano Lenzi e Michele Boscacci / Lorenzo Holzknecht che nell'edizione 2015, a pari merito, hanno vinto con il tempo di 3h04'40'' , mentre il primato femminile appartiene alla coppia Corinna Ghirardi e Francesca Martinelli che, sempre nel 2015, hanno portato a termine la gara con il tempo di 3h52'05''.
Una gara a coppie che richiede una certa preparazione, dettata dalla indiscutibile severità del percorso (tempo massimo 6h15') e dalle mutevoli condizioni atmosferiche.
L'edizione 2009 di Sellaronda Skymarathon non si è svolta per motivi di sicurezza dettati dalle pessime condizioni atmosferiche nei giorni prima alla competizione che hanno causato un accumulo di neve fresca con conseguente pericolo di slavine e valanghe.